# STS Sedov
El STS Sedov (del ruso: Седов) es un velero de cuatro mástiles con casco de acero. Fue construido como barco de carga y hoy en día es un buque escuela que forma a cadetes de las universidades de Múrmansk, San Petersburgo y Arcángel. La embarcación participa regularmente en grandes regatas internacionales como la Regata de veleros de mástiles altos. Durante los últimos 80 años ha sido el velero tradicional operativo más grande del mundo.

## Historia

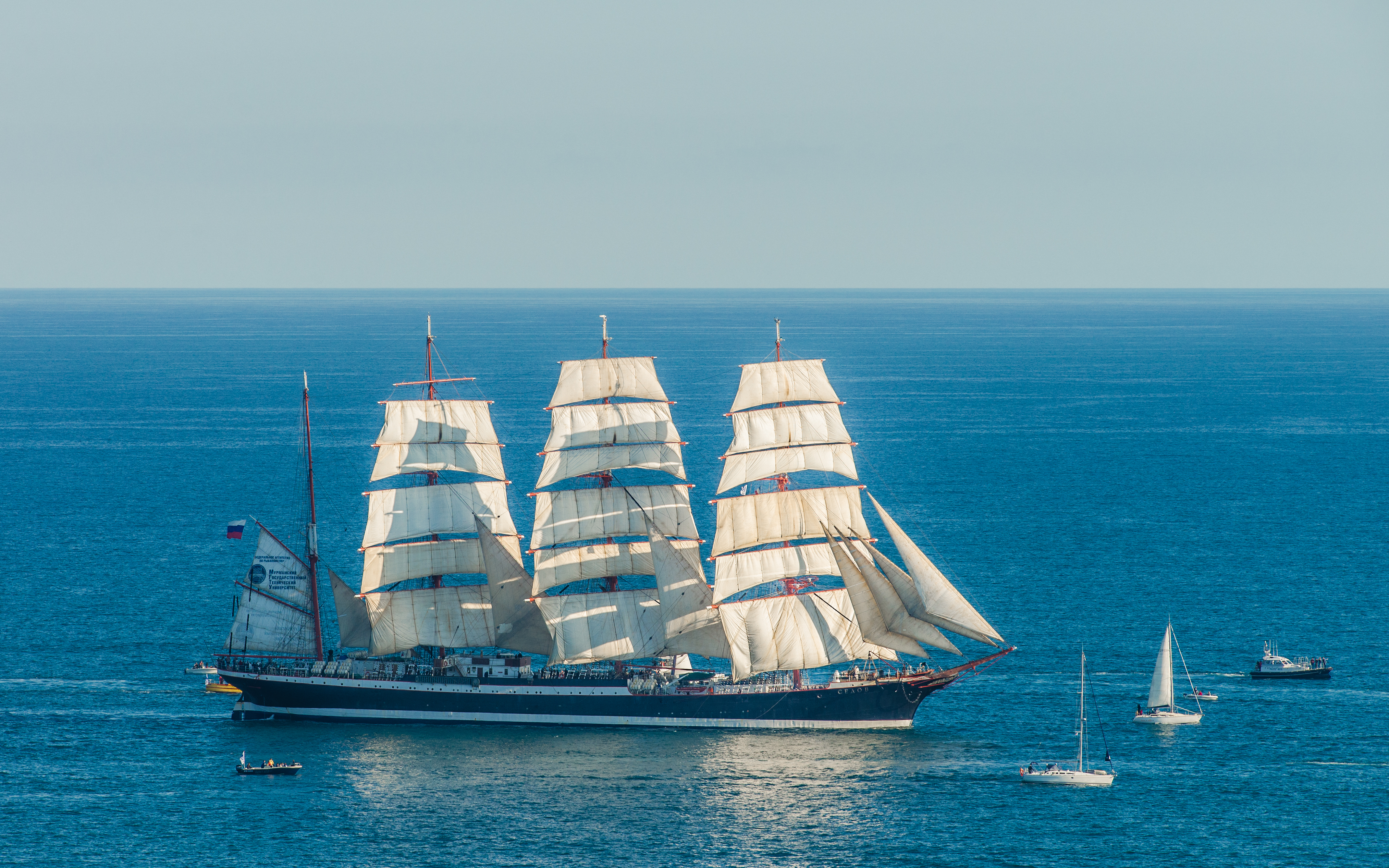
El Sedov.

Fue construido por Friedrich Krupp Germaniawerft en Kiel para F. A. Vinnen & Co. de Bremen como barco de carga alemán y botado durante la República de Weimar nombrado como Magdalene Vinnen II (1921–1936), su viaje inaugural fue el 1 de septiembre de 1921. En esa época era el barco de carga auxiliar más grande del mundo, y su tripulación estaba compuesta parcialmente de cadetes.
Tras ser vendido el 9 de agosto de 1936 a la naviera Norddeutscher Lloyd pasó a denominarse como Kommodore Johnsen (1936–1948), y tras la Segunda Guerra Mundial fue cedido a la URSS en pago por daños de guerra y fue entonces cuando adquirió su nombre actual Sedov. Este nombre es un homenaje al explorador ártico Gueorgui Sedov, fallecido en 1914 durante un viaje de investigación en el ártico.
En 2012 inició desde San Peterburgo una vuelta al mundo con motivo de los 1150 años del Estado ruso.

## Características generales

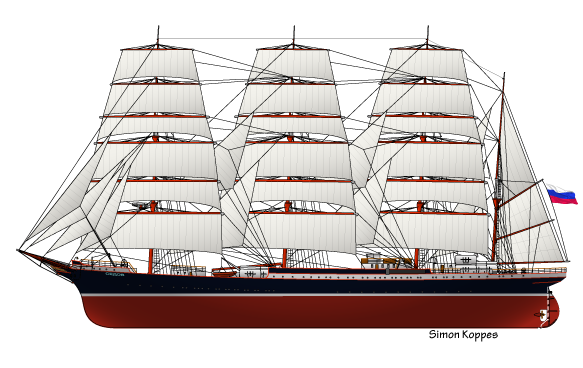
Esquema artístico del Sedov.

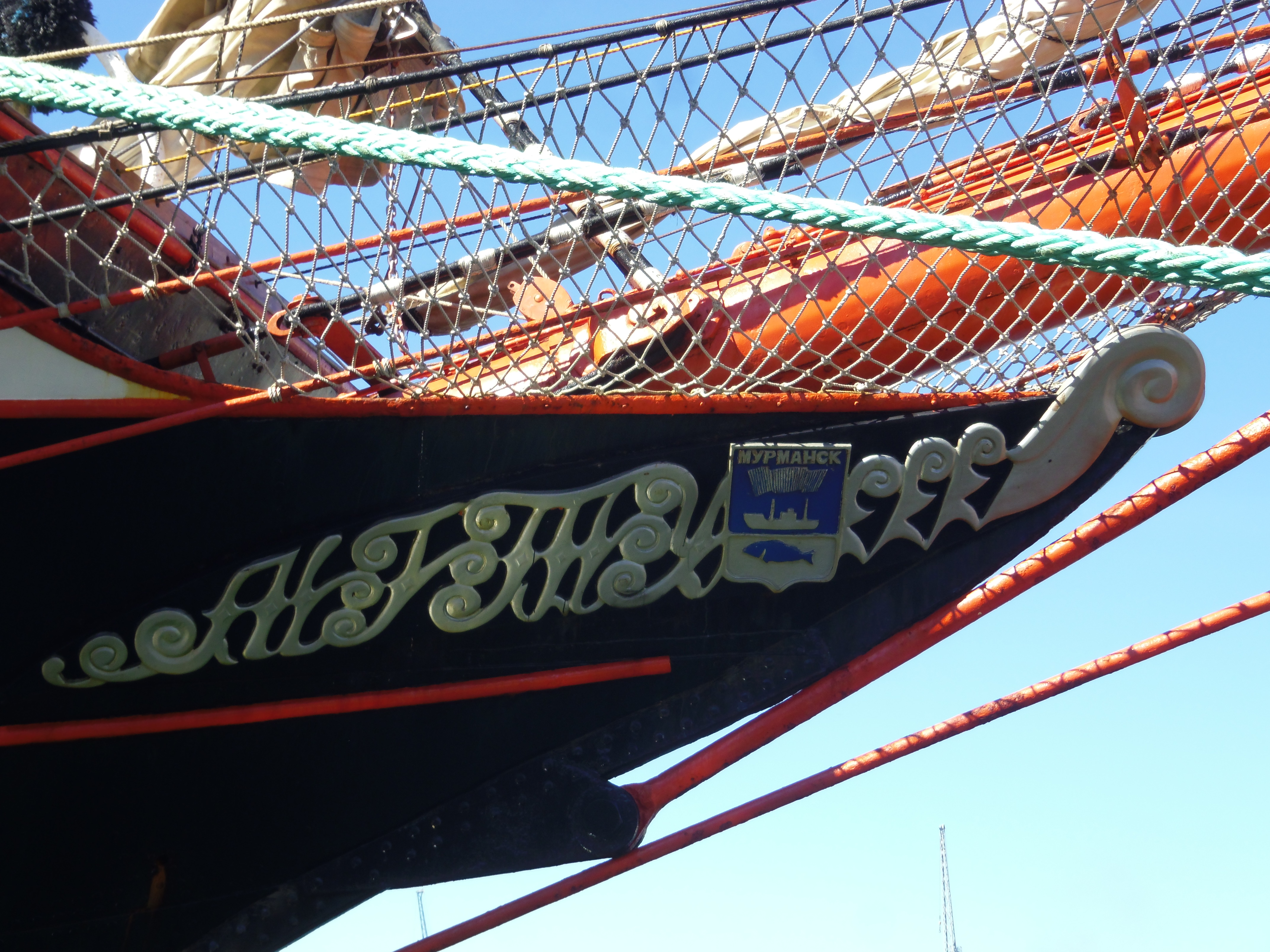
La proa del STS Sedov, mostrando el escudo y los trabajos del mascarón. Tomada en abril de 2013 durante su visita a Ciudad del Cabo en Sudáfrica con motivo de su vuelta al mundo.

El Sedov es una corbeta de cuatro palos, de cuatro mástiles, y de clase A, con una eslora de 117,5 metros. Puede alcanzar una velocidad de 18 nudos gracias a sus 34 velas con 4192 m² de superficie velica. Además cuenta con un motor diésel auxiliar de 128 caballos, que le permite alcanzar los 8 nudos. Fue construido por Friedrich Krupp Germaniawerft con un casco de acero.